# Cherry Returns (filme)
Cherry Returns (Retornos de Cereja), é um filme suspense honconguês de gênero crime, dirigido por Chris Chow, estrelado por Song Jia, Gordon Lam e Cherry Ngan. O filme foi lançado na China pela EDKO em 30 de dezembro de 2016

## Elenco
- Song Jia[2]
- Gordon Lam[2]
- Cherry Ngan[2]
- Hu Ge[2]
- Chen Kuan-tai[1]
- Josephine Koo[1]

## Bilheteria
Cherry Returns teve um total de 33 milhões de dólares na China.